# Kartuše (egyptologie)

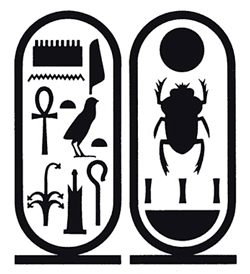
Kartuše Tutanchamona, 18. dynastie

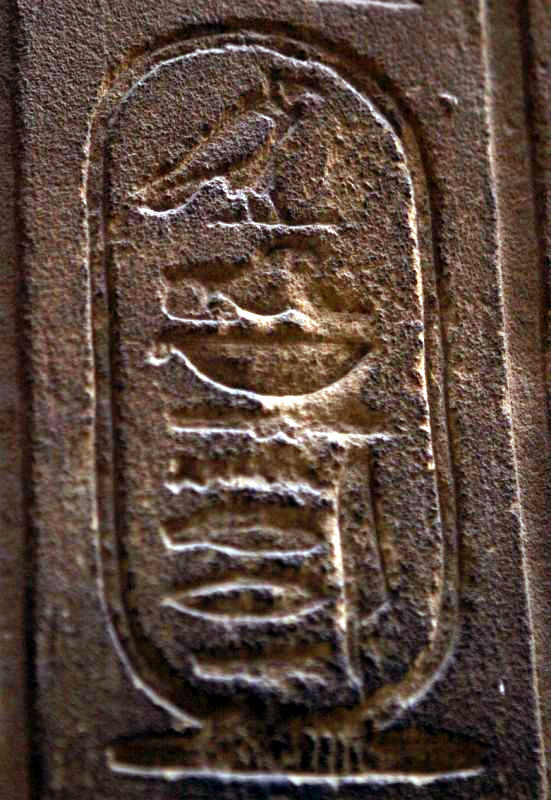
Kartuše Alexandra Velikého na zdi chrámu v Luxoru.

Kartuše nebo také kartuš je moderní v egyptologii užívané označení zvláštního oválného rámečku (v egyptštině pojmenovávaného jako „kruh“) – součásti hieroglyfického zápisu královské titulatury ve starověkém Egyptě. Poprvé je doložena na přelomu 3. a 4. dynastie, kdy je v ní zapsáno tzv. trůnní jméno krále Huneje a o něco později rodné jméno jeho nástupce krále Snofrua. V pozdějších dobách byl znak kartuše v písmu používán jako ideogram s významem „jméno“ a objevuje se také jako amulet.
Vývoj titulatury byl uzavřen na počátku Střední říše; nejpozději od této doby se skládala celkem z pěti jmen uvozených výsostnými znaky vypovídajícími o povaze královské moci, přičemž její součástí byly vedle tzv. serechu dvě kartuše uvozené příslušnými hieroglyfickými znaky: první sloužila pro zápis tzv. trůnního jména (jméno nisut-bitej), druhá pro zápis jména rodného (jméno Syn Reův).
Hlavní královská manželka pro zápis svého jména užívala jednu kartuši. Pokud se ovšem žena stala vládnoucím panovníkem (například Hatšepsut), mohla užívat širší podobu královské titulatury. Od doby Nové říše se lze setkat s kartuší pro jména královských dětí, u nichž ovšem nejsou jasná pravidla užívání, a později také s kartuší pro jméno tzv. božských manželek Amonových.
Specifickým způsobem užití kartuše je zapisování jména boha Atona do dvou kartuší v době Achnatonovy náboženské reformy a posléze jména boha Amona do jedné kartuše v době existence tzv. Amonova božího království v Horním Egyptě po zániku 20. dynastie, což souvisí s teologickým vývojem těchto kultů.
Podoba a význam kartuše jsou odvozovány různě, přičemž odlišné teorie se nemusí nutně vylučovat. Může jít původně o provázek, jehož dva konce jsou pevně svázány a ukotveny dřívkem. Tak sami Egypťané kartuše vykreslovali a protože víme, že uzel měl ochranný význam, byla by kartuše symbolem magické ochrany krále.
Někdy je s odkazem na podobnost se symbolem šen interpretována jako symbol nekonečnosti a neomezenosti královské moci, jindy dokonce pro předpokládanou souvislost s hieroglyfickou značkou s významem „slunce“ (při soudobém vzestupu kultu slunečního boha Rea a zavedení jména syn Reův do královské titulatury) jako symbol vlády panovníka nade vším, co je osvětlováno sluncem.
Kartuše byla významnou indicií pro Jean-François Champolliona, který pracoval na rozluštění hieroglyfů.  